# Wiener Kammeroper
La Wiener Kammeroper è una compagnia teatrale e operistica fondata dal direttore Hans Gabor. Già nel 1948 avviò il "Vienna Opera Studio", una compagnia senza un teatro a sé stante. Il nuovo nome della compagnia, "Wiener Kammeroper" (Opera da Camera di Vienna), che ricorda la musica da camera e le rappresentazioni della compagnia in un ambiente intimo, fu inizialmente utilizzato ufficialmente nel 1953.

## Storia
Inizialmente la compagnia suonava nella periferia di Vienna, appositamente per l'"Arbeiterkammer" di Vienna, nella sala concerti "Konzerthaus" di Mozart Hall di Vienna per giovani spettatori con il patrocinio del "Theater der Jugend" e durante i mesi estivi al Palace Theatre rococò del Palazzo di Schönbrunn.
Sin dai primi anni opere di compositori contemporanei, come The Flood (1956) di Boris Blacher, sono state un pilastro del repertorio insieme all'opera buffa e all'operetta classica viennese e molte rarità sono state scoperte, ad es. Il trionfo dell'onore di Alessandro Scarlatti (1956).
Il sogno di una sede permanente si avverò. Il primo sussidio annuale alla Wiener Kammeroper concesso dal Ministero della Pubblica Istruzione e dalla Città di Vienna fu il pre-requisito per finanziare il proprio teatro. Il posto giusto fu presto trovato: situato nel cuore della città, al Fleischmarkt 24, una ex sala da ballo, che era stata utilizzata anche per spettacoli teatrali in precedenza, fu adattata per soddisfare le esigenze di un palcoscenico operistico. Il nuovo teatro fu inaugurato con l'esecuzione delle opere in un atto The Marriage di Martinů, Il marito giocatore di Orlandini e Lamento d'Arianna di Monteverdi adattato da Carl Orff.
Fino ad oggi numerose rappresentazioni originali e prime austriache sono rimaste un marchio del repertorio Wiener Kammeroper. Uno tra i tanti pezi forti artistici del passato fu la leggendaria produzione di George Tabori del 1986 dei Pagliacci di Leoncavallo; la Wiener Kammeroper fu invitata a presentare la produzione al festival "Berlin Theatertreffen" un anno dopo.
Nei primi anni '80 Hans Gabor si ritirò dalla direzione, agendo esclusivamente in veste di direttore artistico e direttore del suo teatro, oltre a dirigere il "Concorso internazionale di canto belvedere", da lui fondato nel 1982. Oggi il concorso è il più grande "mercato di cantanti" nel mondo, una vera e propria "Wall Street delle voci".
La serie "Studio K" (1983) cerca di offrire una piattaforma per i compositori contemporanei. Le opere da camera di Tom Johnson, Peter Maxwell Davies, Luciano Chailly, Philip Glass e Hans Werner Henze hanno visto le loro anteprime a Vienna. Ancora una volta George Tabori contribuì con una produzione che riscosse successo presso la critica all'estero. Per rivolgersi a un pubblico giovane, classici come La bohème o Carmen sono stati tradotti nel linguaggio musicale della musica rock.
Nell'estate del 1992 la Wiener Kammeroper ha iniziato a produrre spettacoli all'aperto di opere mozartiane presso le rovine romane nei giardini del palazzo di Schönbrunn con il titolo "Mozart a Schönbrunn". Tuttavia, nel 1999, gli ambientalisti scoprirono che il monumento era in pericolo e che le esibizioni sull'unico palcoscenico all'aperto dovevano essere interrotte.
Nel 1994 Hans Gabor morì inaspettatamente e Rudolf Berger continuò la programmazione di successo.
Durante la stagione lirica 1999/2000 Isabella Gabor e Holger Bleck assunsero la direzione della Kammeroper. In linea con la tradizione della Kammeroper, il doppio obiettivo continuò ad essere la promozione della giovane generazione di cantanti con il rinominato "Concorso Internazionale di canto Hans Gabor Belvedere" e le produzioni operistiche nella sede della Kammeroper nel quartiere di Fleischmarkt.
Per quanto riguarda la sua missione, una parte decisiva del lavoro artistico della direzione è la ricerca di rarità, opere da camera o anche opere che non sono mai state eseguite in Austria, ma che rivelano una qualità davvero convincente. Isabella Gabor e Holger Bleck hanno descritto i loro obiettivi durante la conferenza stampa che annunciava la stagione 2006/07:
Wiener Kammeroper è sinonimo di programmazione che si basa su quattro pilastri: musica da camera, opera barocca, teatro musicale contemporaneo e l'opera buffa.
Dall'autunno 2012 la direzione della compagnia e del teatro è stata trasferita al Theater an der Wien, il cui direttore di amministrazione artistica, Sebastian F. Schwarz, ha assunto la direzione artistica della Wiener Kammeroper. Il giovane gruppo del Theater an der Wien viene scelto per 2 stagioni per interpretare ruoli importanti alla Kammeroper mentre appare in ruoli da piccoli a medi alla sede principale. Attualmente Schwarz presenta fino a 5 produzioni d'opera con ognuna tra 5 (per il repertorio moderno) e 12 (titoli ben noti in versioni da camera). Dal momento del cambio di gestione, il pubblico e la vendita dei biglietti sono aumentati considerevolmente e sono attualmente a circa il 98%.